# Bayubas de Arriba
Bayubas de Arriba est une commune espagnole de la province de Soria en Castille-et-León.